# James Craig (skådespelare)
James Craig, född 4 februari 1912 i Nashville, Tennessee, död 27 juni 1985 i Santa Ana, Kalifornien, var en amerikansk skådespelare. Under 1940-talets första hälft medverkade han i flera prominenta Hollywoodfilmer så som Kitty Foyle, Inled oss icke i frestelse och Vi människor, men blev senare i karriären aktör i b-filmer och TV-produktioner.

## Filmografi, urval
- 1940 – Kitty Foyle – ung modern kvinna
- 1940 – Sju syndare
- 1941 – Inled oss icke i frestelse
- 1943 – Vi människor
- 1943 – På villovägar
- 1944 – Kärlek och astronomi
- 1944 – Äktenskapet - en privatsak?
- 1945 – När hjärtat talar
- 1950 – Kvinna utan pass
- 1950 – Farlig väg
- 1956 – Det femte offret